# Public Speaking (film)
Pour plus de détails, voir Fiche technique et Distribution.
Public Speaking est un film américain réalisé par Martin Scorsese, sorti en 2010.

## Synopsis
Le film suit l'autrice Fran Lebowitz connue pour ses prises paroles publiques.

## Fiche technique
- Titre : Public Speaking
- Réalisation : Martin Scorsese
- Photographie : Ellen Kuras
- Montage : Damián Rodríguez et David Tedeschi
- Production : Margaret Bodde, Graydon Carter, Fran Lebowitz, Martin Scorsese et Emma Tillinger Koskoff
- Société de production : HBO Documentary Films, Consolidated Documentaries et Sikelia Productions
- Société de distribution : Rialto Pictures (États-Unis)
- Pays :  États-Unis
- Genre : Documentaire
- Durée : 84 minutes
- Date de sortie : 
  - États-Unis : 22 novembre 2010

## Distinctions
Le film a été nommé au Gotham Independent Film Award du meilleur film documentaire.